# Музей антропології та етнографії імені Петра Великого
Музей антропології та етнографії імені Петра Великого Російської академії наук (Кунсткамера) — перший музей Санкт-Петербурга. Також входить у п'ятірку найдавніших музеїв світу. Назва «кунсткамера» походить з німецької й означає «збірка унікумів», «колекція курйозних речей», «мистецька збірка». Пізніше назва перенесена і на саму споруду.

## Створення Кунсткамери
Після страти зрадника Кікіна, що допомагав царевичу Олексію Петровичу втекти за кордон, цар Петро I наказав розмістити музейні збірки в палаці Кікіна, забраного в державне майно. Цікавою особливістю нового державного закладу було сполучення першого музею та першої публічної (не палацової і не царської) бібліотеки.
Але починався музей 1714 року з царського кабінету курйозів, що розмістив Петро I у своєму Літньому плаці. Ця зала й отримала первісну назву — кунсткамера.

## Перше приміщення

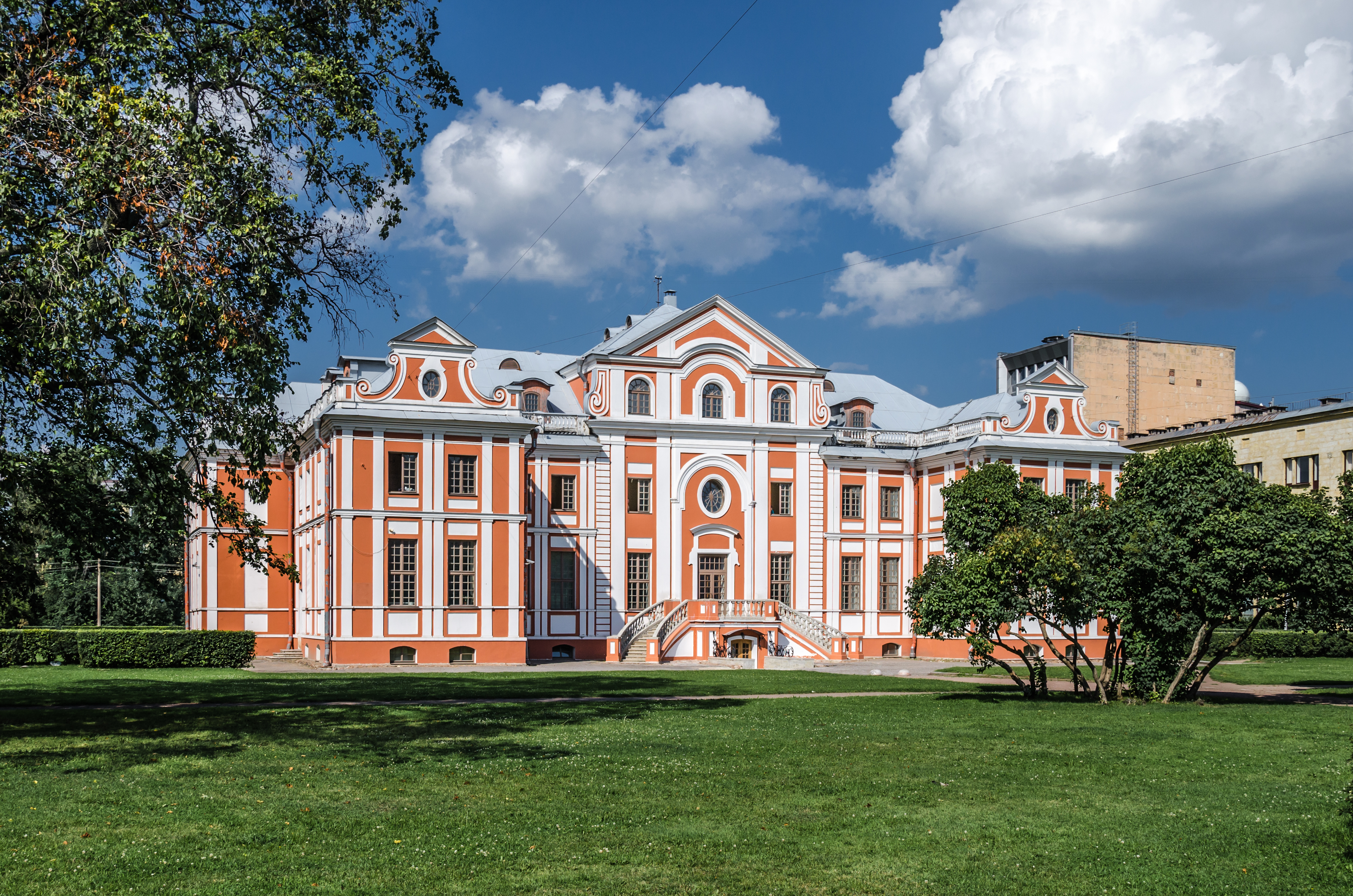
Кікінові палати після реставрації, 2005 рік

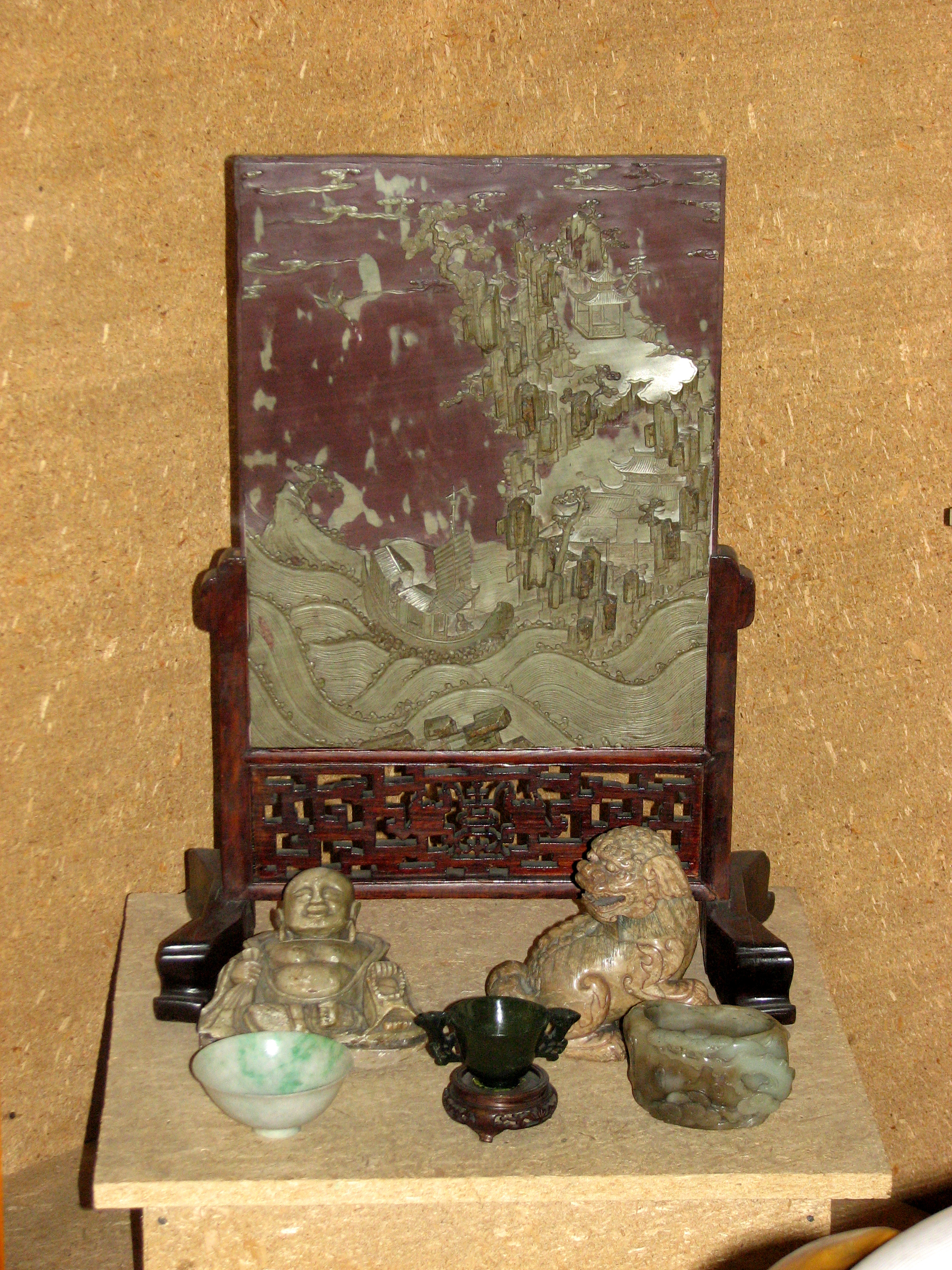
Кунсткамера, екзотичні твори ремісників Китаю

Опальний Кікін володів у новій столиці декількома кам'яними будівлями. Забраний у казну ще один палац Кікіна — на Василівському острові — цар віддав під Морську академію (тут розмістили старші класи навіторської школи). Але Кікінові палати біля Ливарного двору, кам'яні й просторі, були серед найкращих приватних споруд переважно дерев'яного тоді Петербурга.
До рідкісних речей тоді зараховували:
- анатомічні збірки потвор людей та тварин
- картини
- медалі та монети
- глобуси і наукові прилади
- викопні кістки вимерлих тварин
- екзотичні побутові речі далеких країн Азії, Америки, самої Західної Європи
- стару зброю.

Як видно з переліку, колекція відрізнялася широтою й універсальністю. Це було відображенням малої розгалуженості тогочасних наук і збірок, характерних для так званих кабінетів курйозів.
Все це і розмістили в першій будівлі кунсткамери.

## Поповнення фондів
Активним поповненням фондів займався ще сам цар. Саме він придбав перші кунсти-експонати під час Великого посольства у Західну Європу у 1697—1698 роках. Він видав декілька наказів про перевезення у петербурзьку кунсткамеру «зело рідкісних речей» з усіх кутків країни. Місто Виборг переслало вівцю, що мала чотири ока, з міста Дербент сюди передали дерев'яну таріль з ключем від захопленого росіянами міста, дослідник Сибіру — німець Мессершмідт — надіслав опудала птахів і тварин.

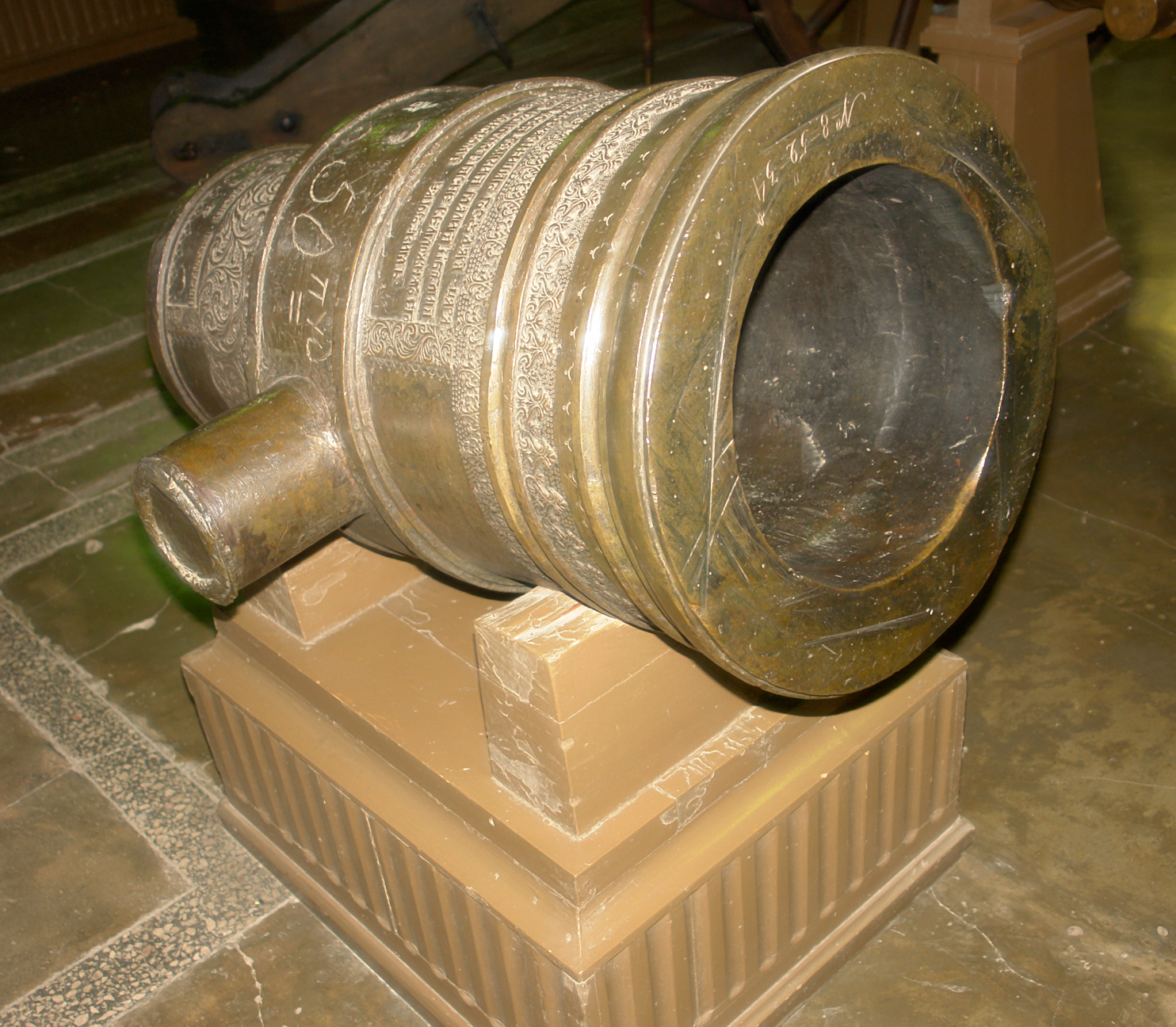
330-міліметрова польова мортира, відлита 1698 року в українському Глухові

З України викрали та вивезли до Петербурга зразки козацьких стародавніх гармат. Наказ купувати старі гамати отримали і російські дипломати в Європі. Як військові трофеї гармати забирали ще шведські вояки. Російські дипломати купували старі гармати навіть у самій Швеції, яка охоче позбавлялася від непридатних зразків гармат, водночас підживлюючи казну Швеції російськими грошима.
Так старі гармати увійшли до збірок петербурзької кунсткамери разом з творами медальєрного мистецтва, зразками мінералів та анатомічними потворами.

## Перші відгуки про кунсткамеру

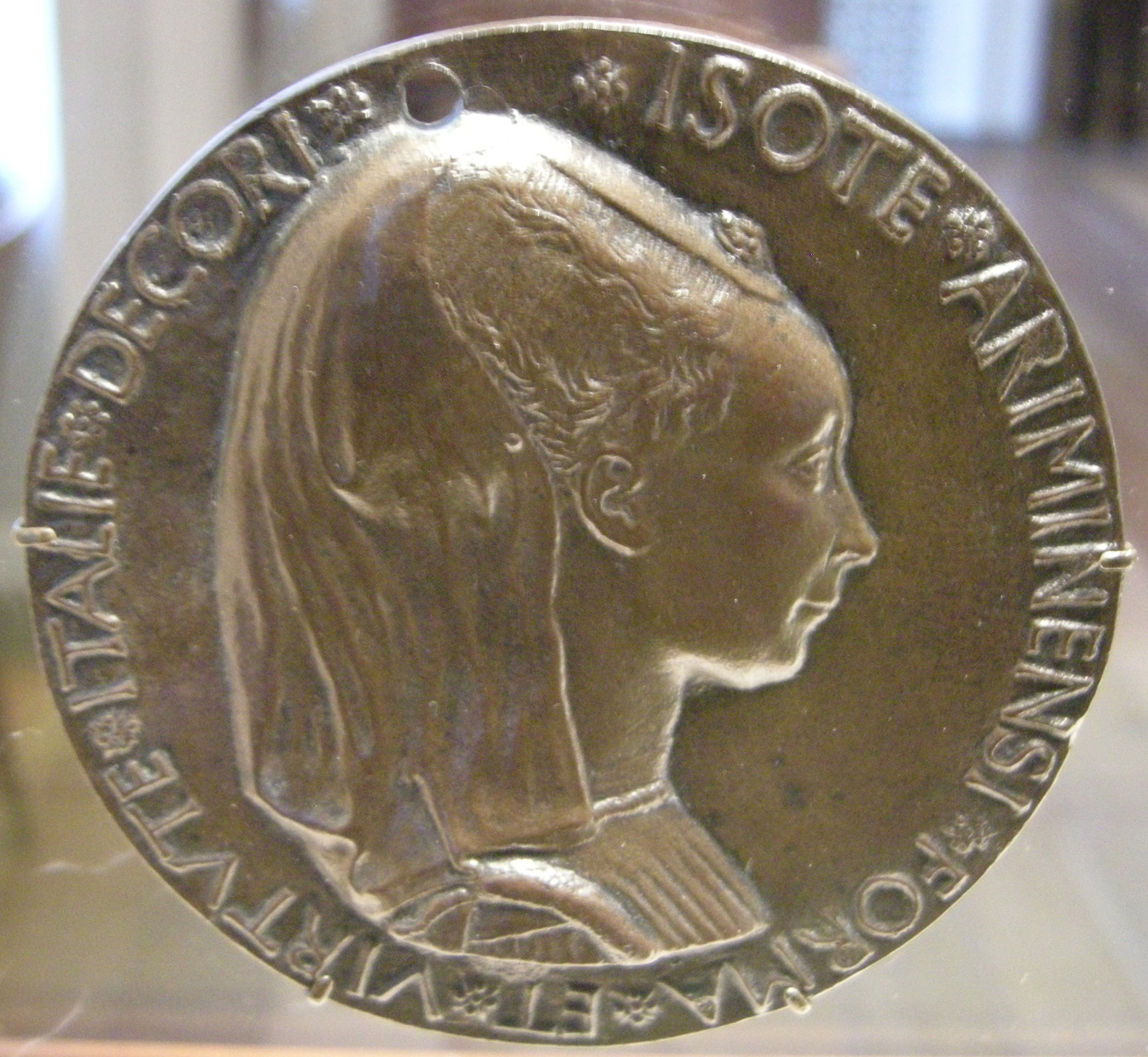
Маттео де Пасті, Італія. Медаль на честь Ізольди де Атті, 1453 рік

Першу збірку кунсткамери ще у 1716 році бачив дипломат Австрійської імперії Вебер. Він записав — «Викликає подив, яким чином таке велике, коштовне зібрання могло бути створене за такий короткий термін».
Захоплення Вебера викликала і бібліотека — «Якщо буде продовжуватися постійне поповнення і зараз вже коштовної бібліотеки, то через декілька років вона стане в чергу важливіших європейських бібліотек не тільки за кількістю, як по вартості і якості зібраних тут книг». До 1725 року бібліотека петербурзької кунсткамери мала 11 000 примірників із багатьох галузей.
Ще вагомішою була нумізматична колекція — вона нараховувала 29 000 зразків.

## Нове приміщення

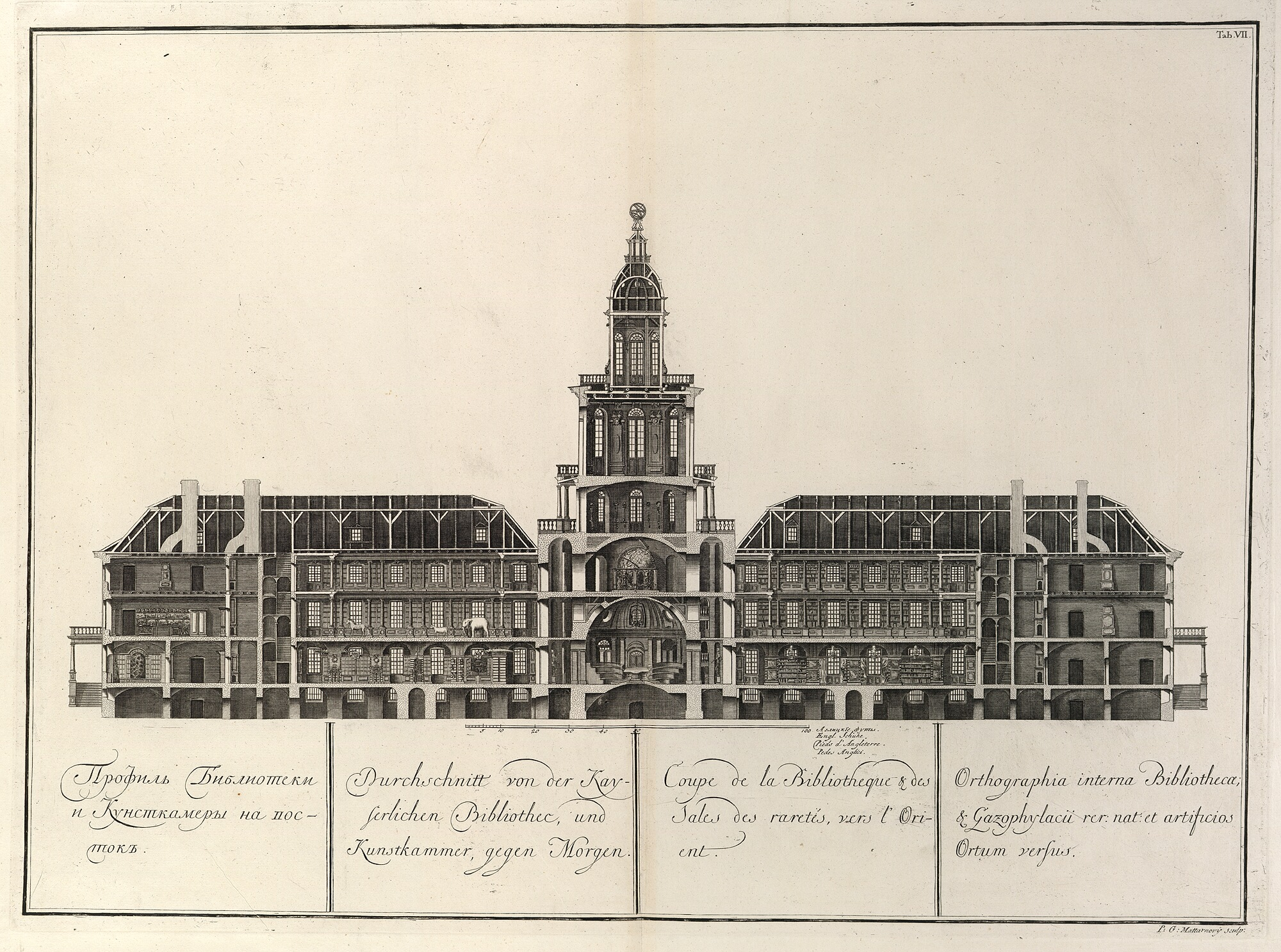
Архітектор Маттарнові, проект-розріз нового приміщення Кунсткамери

Досить активне збагачення колекцій кунсткамери та плани перенесення центру столиці на Василівський острів спонукали до створення проекту нової будівлі кунсткамери. Проект замовили архітектору Маттарнові — помічнику і учню Андреаса Шлютера. Головний фасад нової будівлі повернули до річки Нева та Адміралтейства, а два видовжені блоки поєднали великою вежею. Все це в новому для Росії стилі бароко. Нову будівлю розмістили на Василівському острові. Невдовзі сюди перевезли й усі кунсткамерні збірки та бібліотеку.
Нова будівля мала три поверхи, а вежа мала астрономічну обсерваторію та приміщення для Готторпського глобуса, одного з найбільших в Європі. Її тодішня назва — «Палати Санкт-Петербурзької Академії наук, Бібліотеки і Кунсткамери».
Облаштування нової будівлі затяглося. По смерті архітектора Маттарнові добудовою й облаштуванням нової будівлі займалася низка архітекторів — Гаетано Кьявері, Гербель та Михайло Земцов. Але всі вони дотримувались проекту Маттарнові.
Серед нових надходжень до музею були бібліотека, наукові прилади і приватні експонати щойно померлого (у 1735 році) дослідника та науковця Якова Брюса, кістяк слона, що помер у Петербурзі, тощо.
Музейні колекції займали Східний корпус. Західний корпус віддали під Академію наук. Середню частину вежі займав анатомічний театр, а верхівку вежі — Готторпський глобус і астрономічна обсерваторія.
У 1777—1779 роках інтер'єри кунсткамери прикрасили алегоричними скульптурами та медальйонами з зображенням відомих на той час науковців. Скульптурні оздоби виконав скульптор Павлов М. П.

## У XIX столітті
Тільки у 1830-ті роки, коли кількість експонатів перевищила можливості їхнього вивчення та експонування, була проведена реорганізація. Колекції кунсткамери розділили за тематичним принципом, а в Петербурзі організували низку спеціалізованих музеїв:
- Зоологічний музей
- Мінералогічний музей
- Ботанічний музей
- Етнографічний музей
- Палеонтологічний музей

Частка нових закладів переведена в сусідні приміщення — наприклад, Бібліотеку Академії наук. Для самої Академії наук побудували окреме приміщення поряд з кунсткамерою за проектом архітектора Джакомо Кваренгі.
Розгалуження проводилося і за часи СРСР. Так, зоологічний музей переселили у вивільнене службове приміщення колишньої митниці. Зразки стародавньої зброї передали частково в Ермітаж, частково — у Військово-історичний музей артилерії, інженерних військ і військ зв'язку біля Петропавлівської фортеці, особливо великі за розмірами гармати.
Мінералогічний музей взагалі вивезли у 1934 році у Москву та розмістили в одному з приміщень Нескучного саду (тепер — Мінералогічний музей імені. А. Ферсмана РАН).

## Головні відділи музею

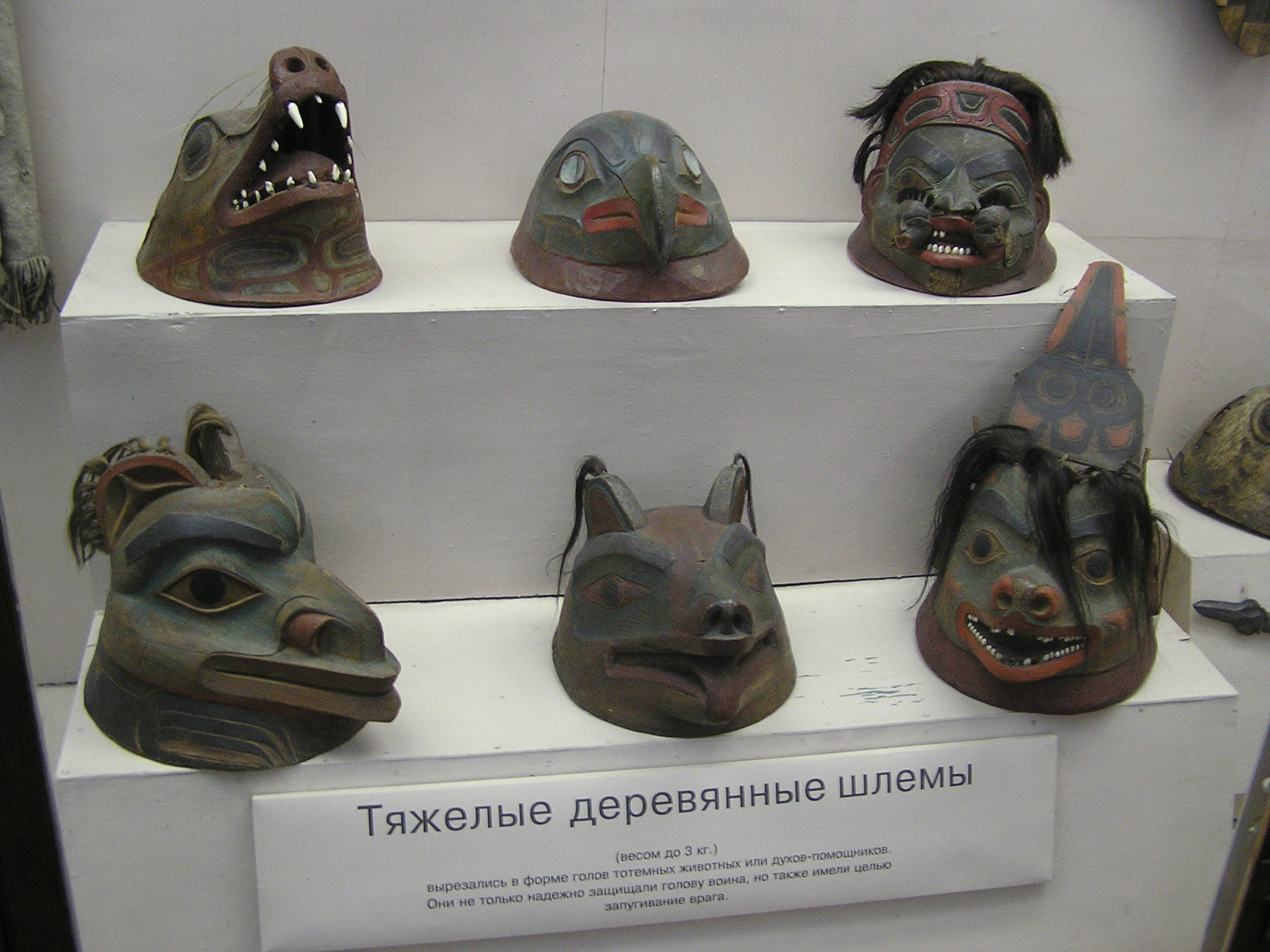
Дерев'яні шоломи вояків з Африки

- Історія Кунсткамери та російської науки у XVIII столітті
- Відділ Японії
- Відділ Китаю
- Відділ Австралії та Океанії
- Відділ Індії та Східно-Південної Азії
- Відділ Африки
- Відділ Америки. В останньому зберігають уславлені серед науковців дощечки зі зразками писемності острова Пасхи, унікальні етнографічні колекції Аляски тощо.

## Відомі науковці й особи, пов'язані з Кунсткамерою
- Ломоносов Михайло Васильович, енциклопедист XVIII століття
- Розумовський Кирило Григорович
- Ріхман Георг Вільгельм, фізик
- Перевощиков Дмитро Матвійович, відомий астроном
- Воронцова-Дашкова Катерина Романівна, жінка — президент Академії наук та Імператорської Російської академії, що займалася питаннями вивчення російської мови
- Кнорозов Юрій Валентинович, дешифрувальник писемності народу майя, доктор історичних наук
- Гумільов Лев Миколайович, етнолог, автор теорії пасіонарності

## Експозиції. Колекція Рюйша

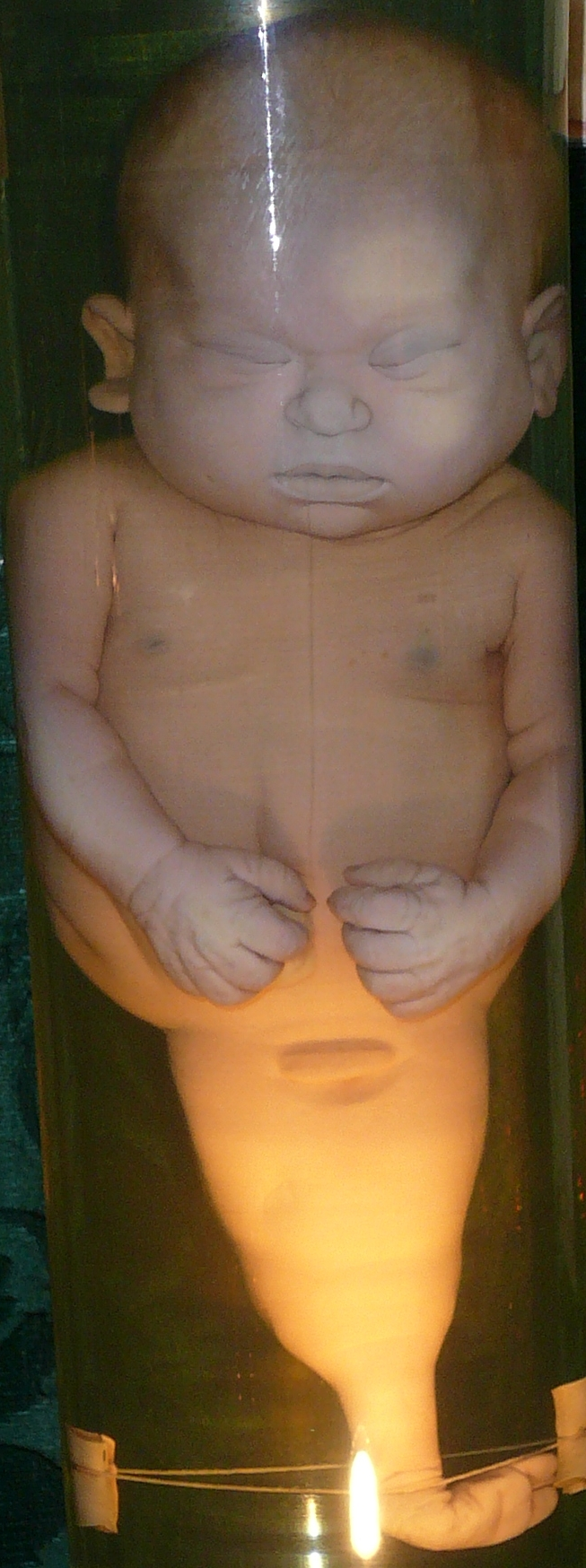

Серед найвідоміших експонатів музею — збірка анатомічних потвор. Колекція почала формуватися ще в Голландії наприкінці XVII століття. Її зібрав дослідник Фредерік Рюйш. Петро I був знайомим з Рюйшем, бачив його колекцію. Деякий час цар і Рюйш навіть обмінювались деякими зразками власних колекцій. Коли Рюйш надумав продати свою збірку, цар придбав її разом за ціну, що дорівнювала ціні двох вітрильників. Це стало сенсацією тих часів.
Анатомічні препарати використовували як для експонатів, так і для наукових досліджень. Науковці XVIII століття діяльно вивчали проблему кордонів між нормою та патологією й потворністю. З цих досліджень з часом відокремилось декілька наукових дисциплін — ембріологія, патофізіологія, тератологія, фізіологія тощо.
Більша частина анатомічних препаратів при цьому була зіпсована. Але пам'ять про унікальну колекцію Фредеріка Рюйша не зникне. Голландські науковці разом з музейниками Кунсткамери роблять Віртуальний музей Рюйша на сайті музею. Частина ж оригінальних експонатів виставлена в бароковому залі музею в барокових же шафах як свідоцтво рівня європейської науки на зламі XVII—XVIII століть.

## Експозиції. Зразки писемності острова Пасхи

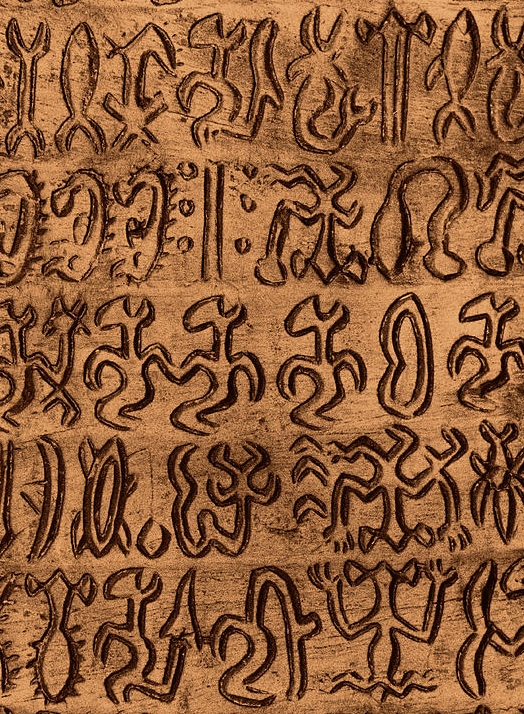
Зразок ронго-ронго

Зразки ронго-ронго зроблені з використанням дерева тороміро. В музеях світу збережено близько двадцяти п'яти їх зразків. Традиційно їх нумерують літерами латини.
Нещастя в тім, що обірвані майже усі легкі засоби дешифрування цієї системи писемності. Бо ще у 1862 році більшість працездатного населення острова Пасхи, тобто майже всі, що володіли знаннями і могли читати кохау ронго-ронго, були захоплені і вивезені у рабство в Чилі. Для рабовласників Чилі письменні з острова як носії незвичної цивілізації не мали вартості.
Власні зразки писемності ронго-ронго має й Кунсткамера.

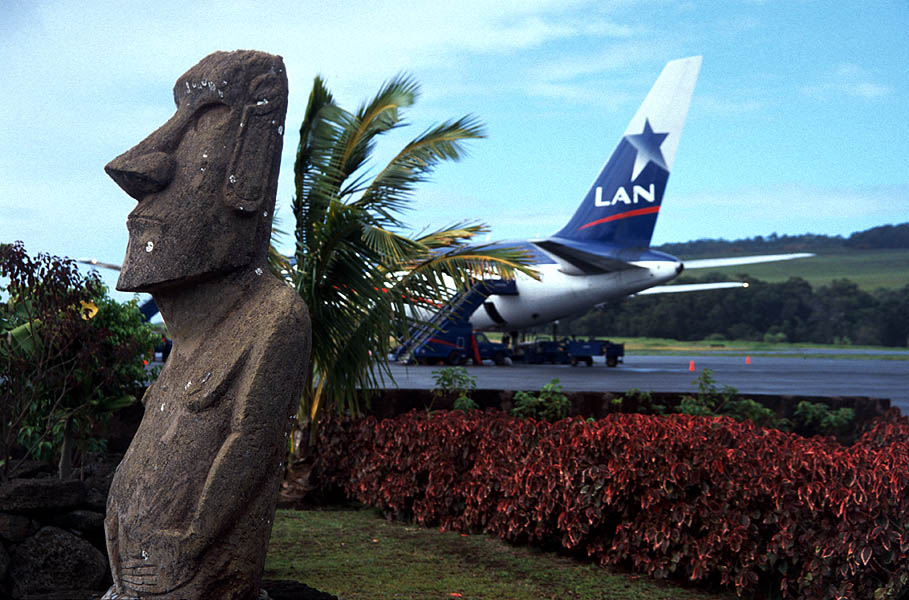
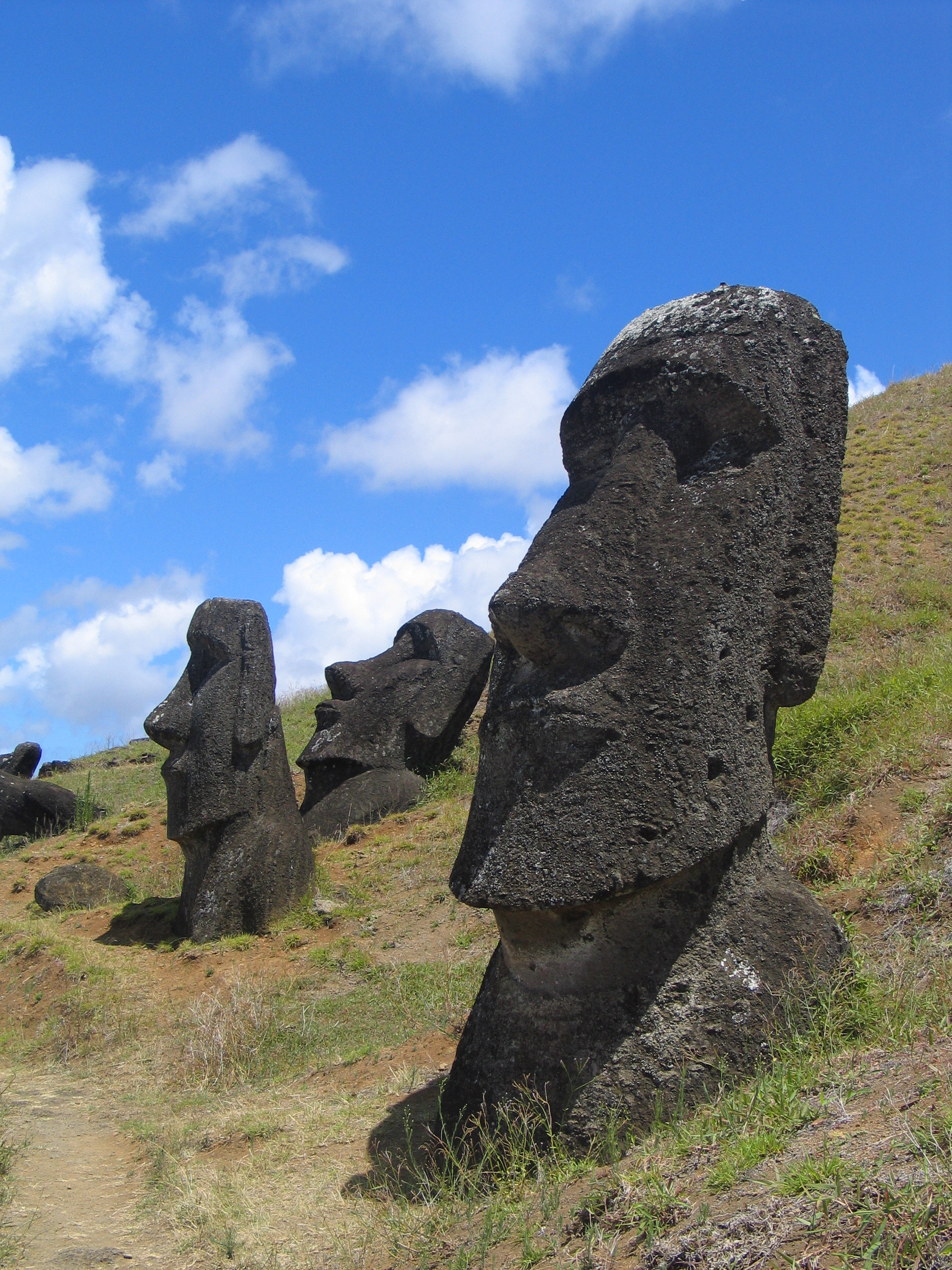
Скульптури острова Пасхи
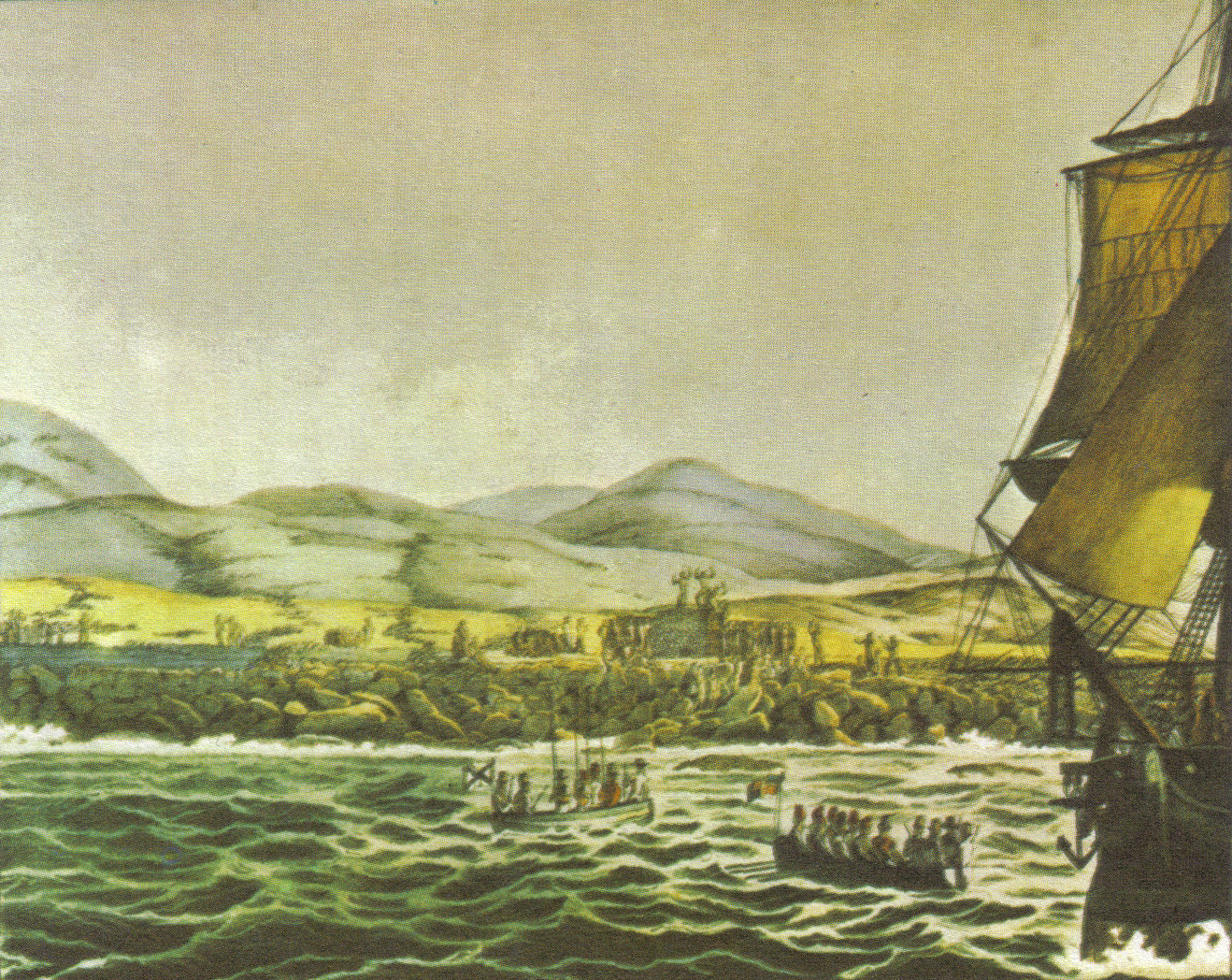
Російський вітрильник в Тихому океані

## Фотоархів

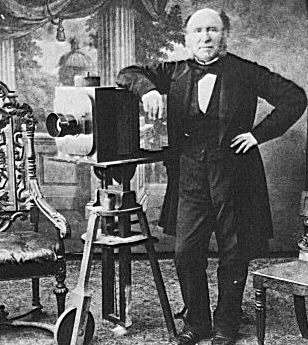
Фотостудія у 1850 році

Музейний заклад має багатий фотоархів. Адже громіздкі архітектурні споруди чи краєвиди неможливо перевезти в музеї. Кунсткамера має близько 800 000 фотознімків від початку фотофіксацій у XIX столітті до творів сучасних фотомайстрів. Очільники музейного закладу ініціювали оцифровку фотоархіву, аби зробити і його доступним для вивчення науковцями та для ознайомлення широкому загалу.
Кількість відсканованого матеріалу у 2009 році досягла позначки 70 000 зразків. Праця продовжена, а частину відсканованих фотоматеріалів почали викладати в інтернет. Матеріали розділені за народами, за сюжетами, за територіями та за прізвищами авторів, якщо ті відомі.

## Запровадження нових технологій
Кунсткамера — один з музейних закладів, де розпочато запровадження нових технологій. В залах музею разом з оригінальними експонатами встановили сенсорні монітори, де є енциклопедична частина, фотоілюстрації, аудіо- та відеорозділи. Створений електронний опис виставлених експонатів, а на моніторі є можливість розгляду експонатів з різних боків.